# Mesoleius palmeni
Mesoleius palmeni là một loài tò vò trong họ Ichneumonidae.